# 弗谢沃洛德·迦尔洵
弗谢沃洛德·米哈伊洛维奇·迦尔洵（1855年2月14日—1888年4月5日) 是俄国短篇小说家。

## 生平
迦尔洵出生在一个中等贵族长官家庭。曾进入圣彼得堡矿业学院学习，1877年自愿参加俄土战争，加入巴尔干运动并在行动中负伤。战争结束后被晋升为长官，不过他想全身心投入文学事业而辞退。曾经在报纸上写过文章，多是一些艺术展览评论。他参军的往事给予他文学创作上的灵感，1877年写下第一部作品《四日》正是基于战场上的亲身经历。
尽管早期获得成功，但是他患有周期性精神疾病，1888年4月他从五层楼高的住所跳楼企图自杀，5天后在红十字医院宣告死亡，年仅33岁。

## 著作
- 《四日》，1877年
- 《胆小鬼》，1879年
- 《艺术家》，1879年
- 《棕榈》，1880年
- 《红花》，1883年
- 《偶然事件》，1878年
- 《娜杰日达·尼古拉耶夫娜》，1885年

### 中译本
- 《迦尔洵短篇小说集》，高文风译，黑龙江人民出版社，1981年
- 《迦尔洵小说集》，冯加译，外国文学出版社，1983年

## 画廊

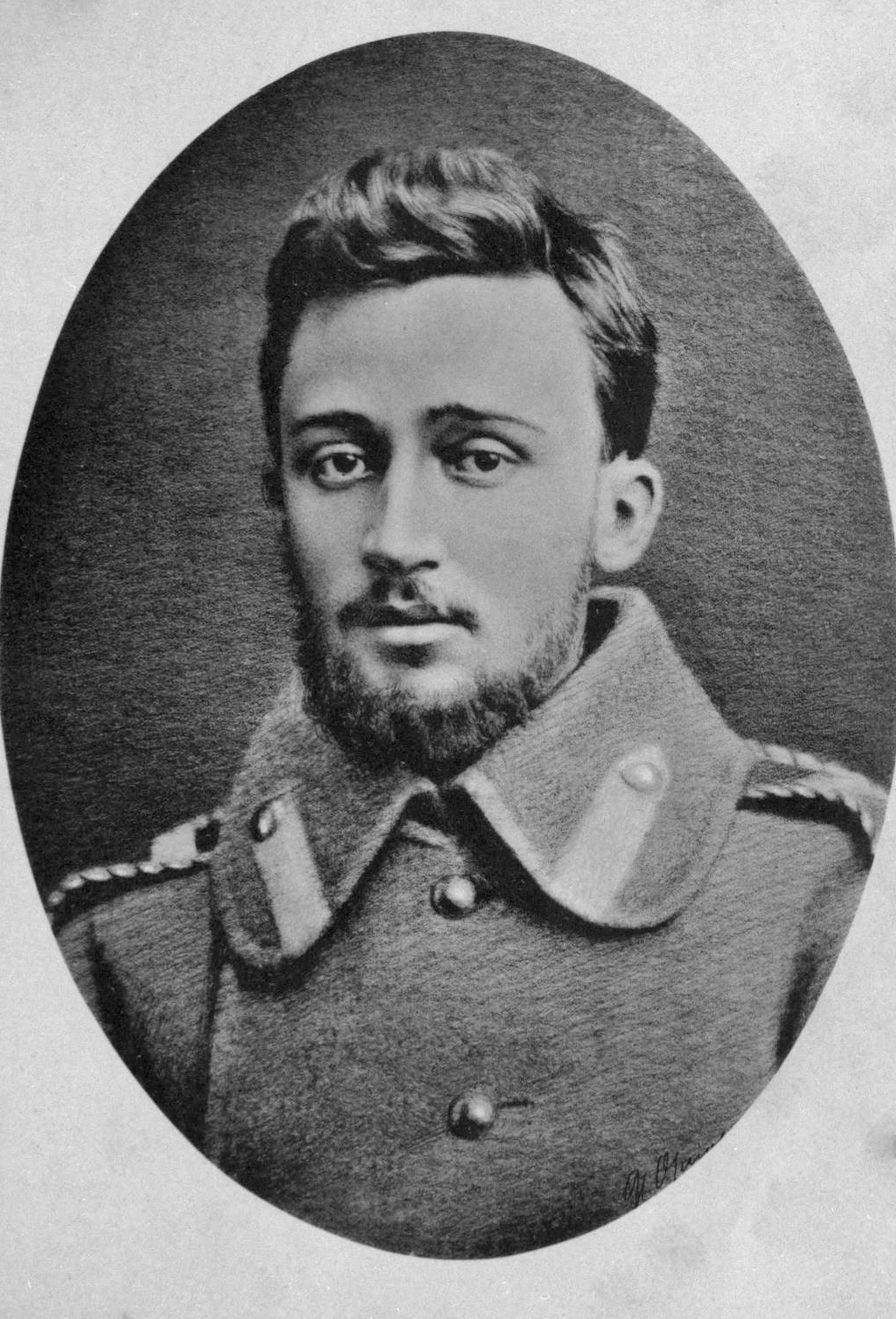
1877年参加俄土战争时期的迦尔洵
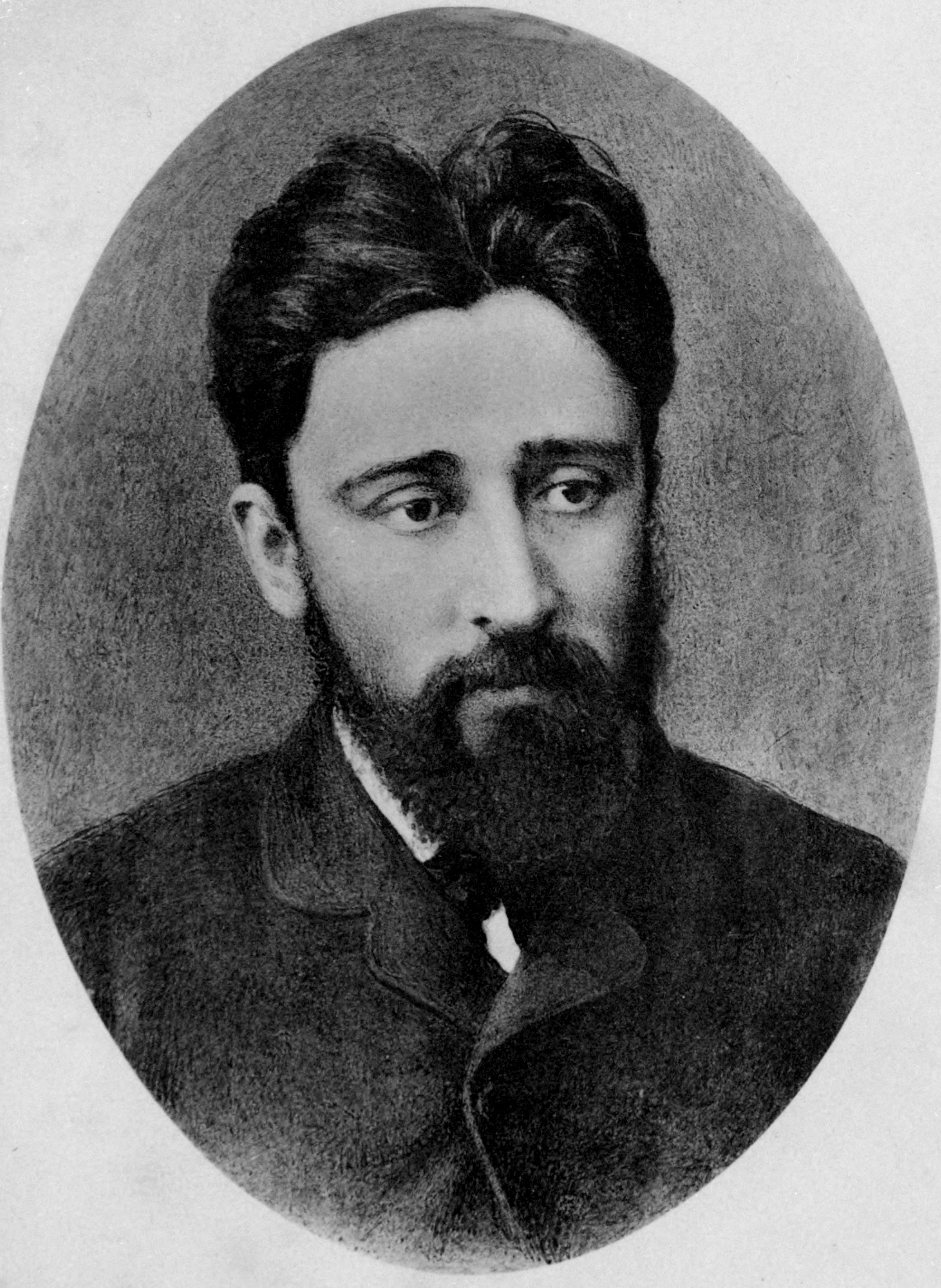
1885年的迦尔洵
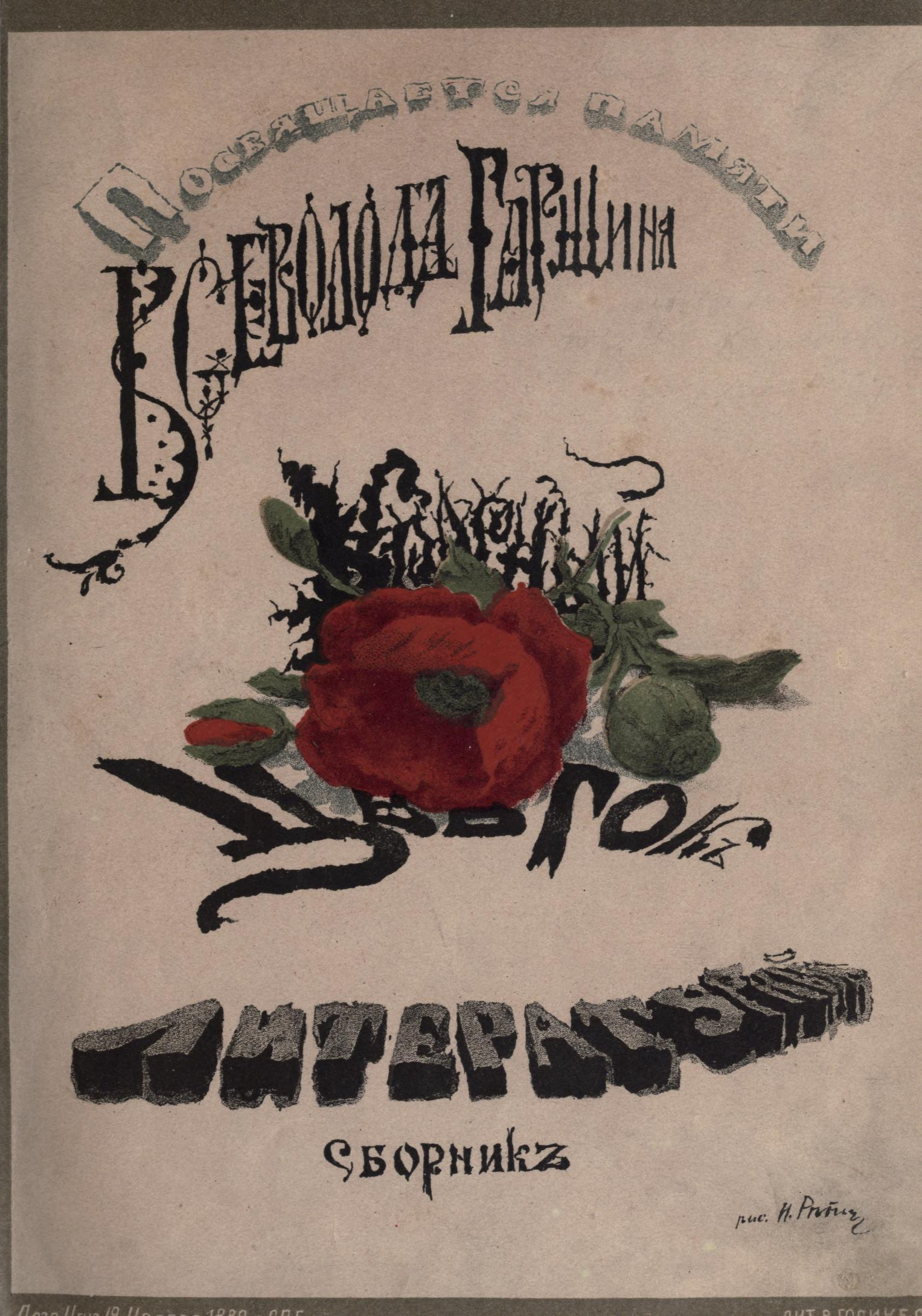
1885年出版的《红花》封面
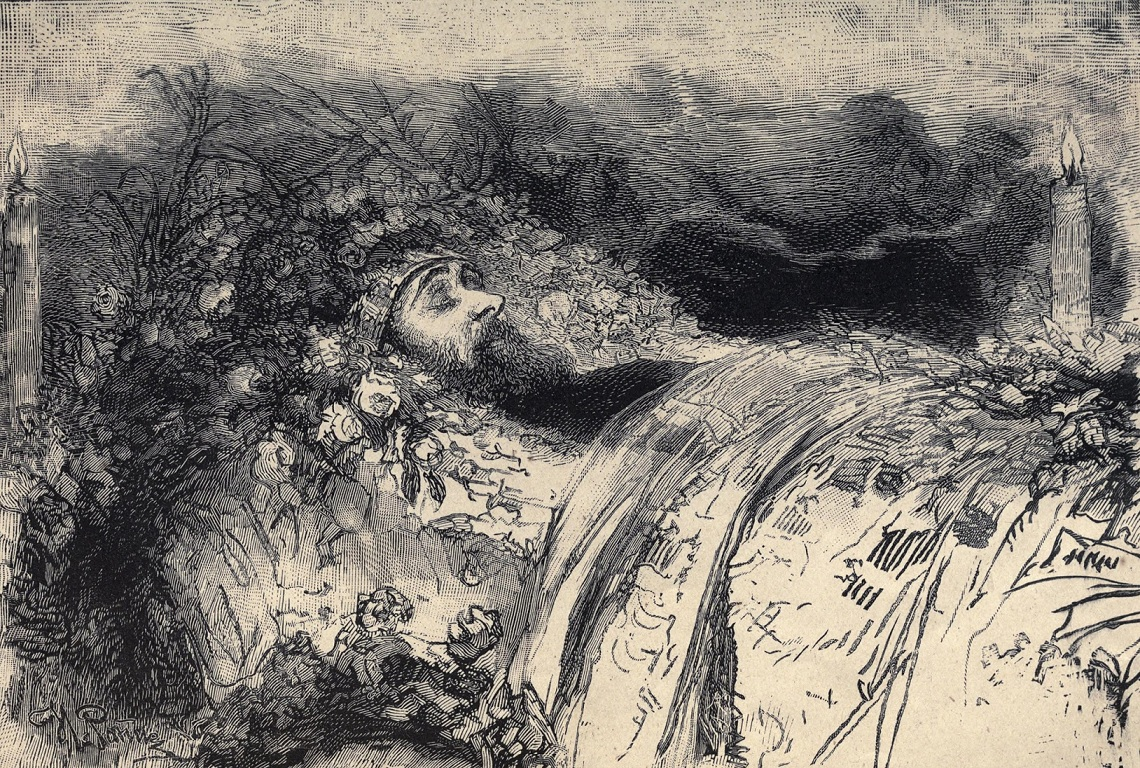
1888年迦尔洵的葬礼
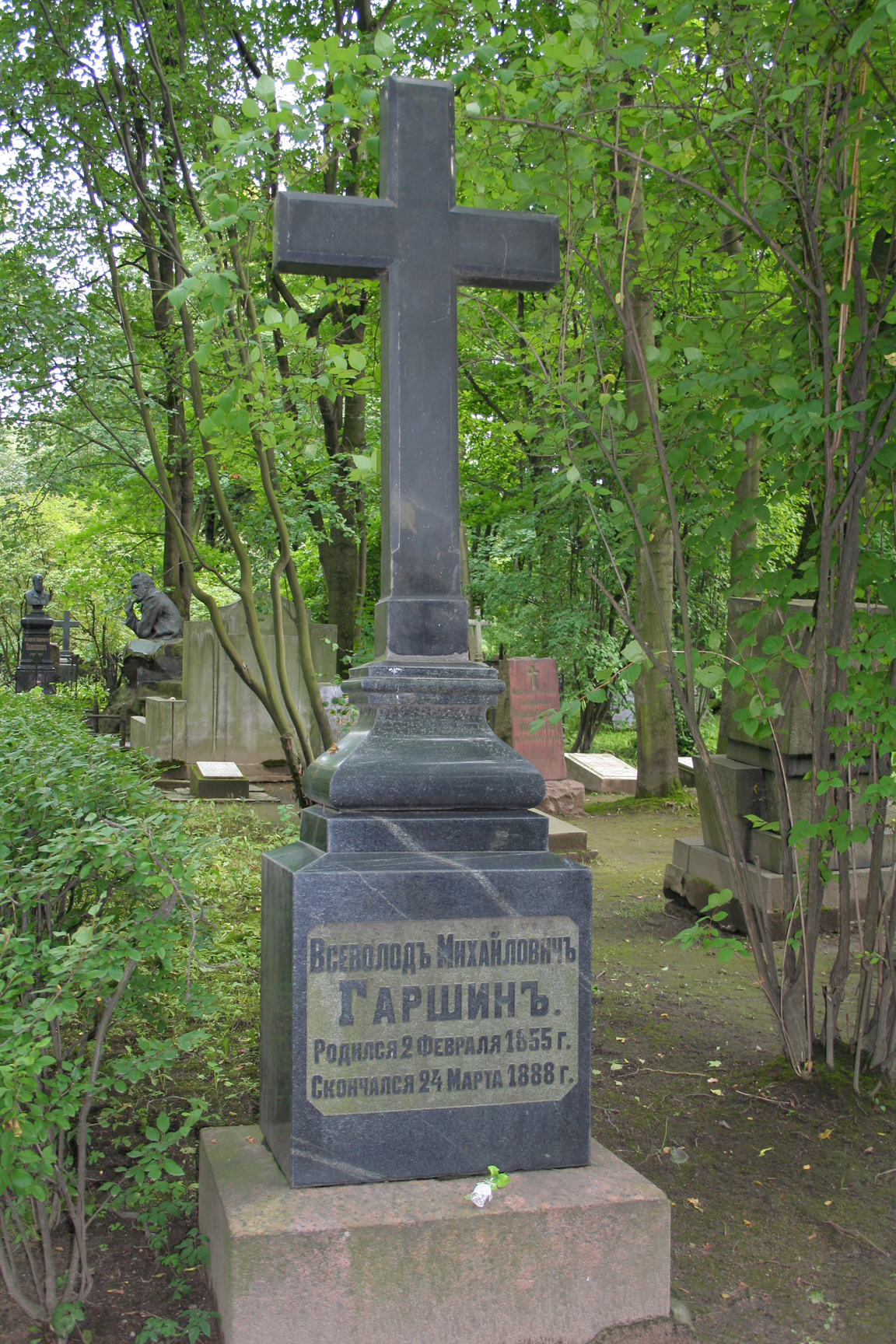
圣彼得堡迦尔洵的坟墓
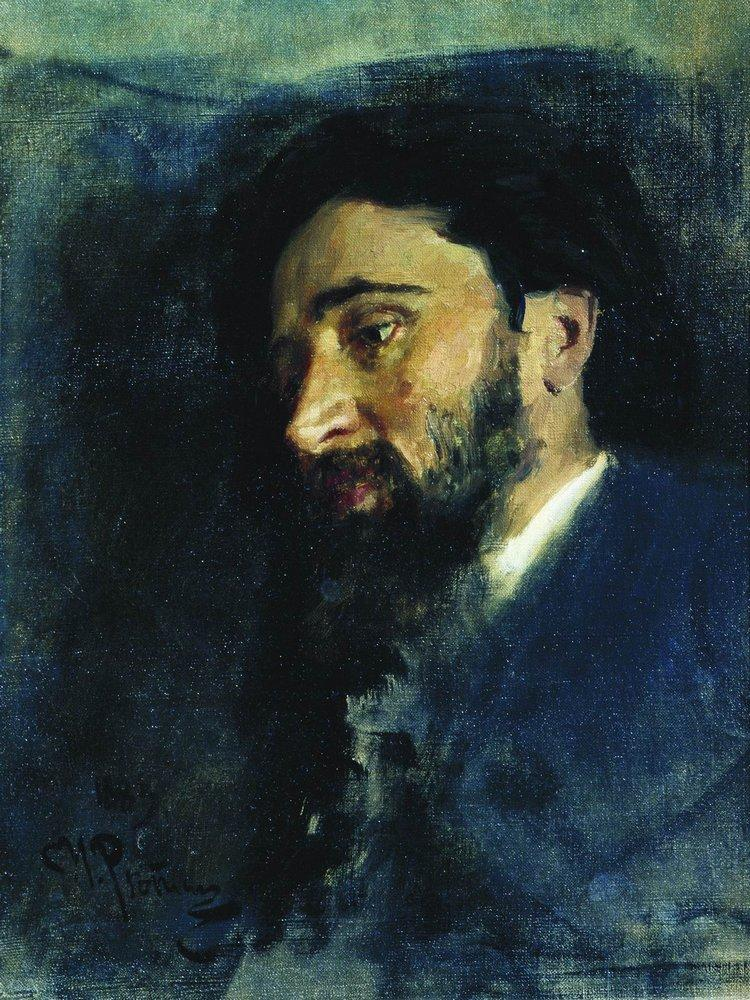
迦尔洵画像，1883年伊利亚·叶菲莫维奇·列宾作品